# Claude Renoir jugant
Claude Renoir jugant (Claude Renoir, jouant) és un quadre de Pierre-Auguste Renoir pintat pels volts del 1905 i dipositat al Museu de l'Orangerie de París.

## Història
El tercer fill del pintor, Claude Renoir, anomenat Cocó, va néixer el 1901 i és el que més vegades apareix representat en els quadres de l'artista, segurament per ésser el més petit. Ací devia tindre quatre o cinc anys, ja que existeix una tela molt propera a aquesta, datada el 1905 (Cocó escrivint), on porta el mateix vestit vermell. A Renoir li agradava pintar els diferents membres de la seua família involucrats en les seues activitats diàries. Jean Renoir recordava com el seu pare estimava els ninotets d'aquesta pintura, els quals van passar per les mans del fill més gran, Pierre, fins a Claude, el benjamí (d'acord amb el marxant Ambroise Vollard, totes aquestes joguines sempre estaven escampades pel terra de l'estudi del pintor).

## Descripció
Jugant amb els seus soldadets de plom, Cocó, absort, sembla ignorar la presència del seu pare. El petit està capficat en els seus jocs i vesteix una camisa vermella amb punys blancs, creant un admirable joc de color amb el groc dels cabells i la taula, el color rosa de la pell, i els verds i els blancs de les joguines. El modelatge de la figura de Cocó adquireix més bellesa gràcies a la il·luminació emprada, recordant els anys impressionistes en què la llum i el color esdevenien els elements determinants de la composició. El resultat és un escena intimista recollida amb la candidesa i la tranquil·litat habitual en les darreres obres de Renoir. L'angle de visió és el d'un adult dret, observant l'infant. El fons d'aquest oli sobre tela de 46 × 55 cm és indefinit i pintat amb pinzellades amples, la taula i les joguines més o menys esbossades, mentre tota l'atenció del pintor es concentra en la cara i els cabells del nen. Claude té els cabells llargs, igual que el seu germà gran: a Renoir li agradava que els seus fills tinguessin els cabells llargs, suposadament per protegir-los de cops i caigudes, però, sobretot, pel plaer de pintar-los perquè, com solia dir, eren daurats.